# Daniel Cohen (Dirigent)

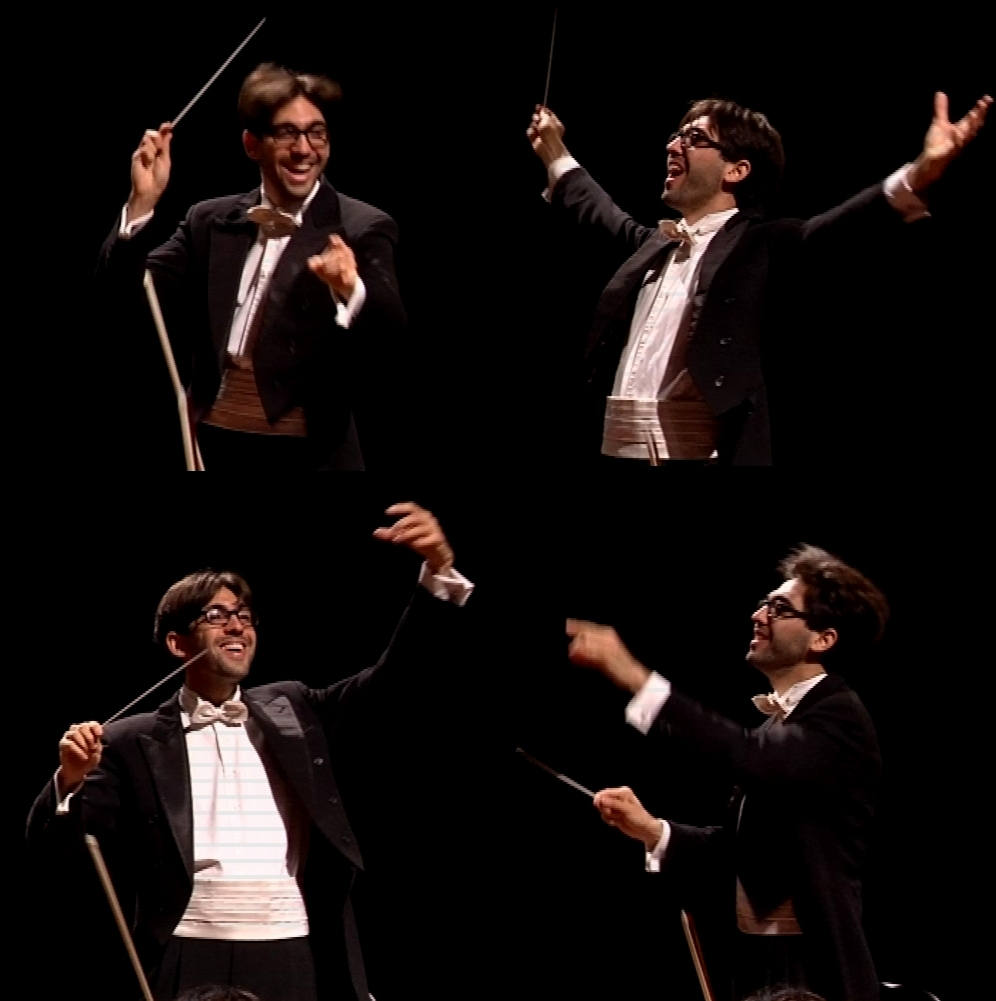
Daniel Cohen (2012)

Daniel Cohen (* 1984 in Netanya, Israel) ist ein international tätiger israelischer Dirigent, Violinist und Generalmusikdirektor.

## Leben und Ausbildung
Cohens familiärer Hintergrund ist irakisch/polnisch, er hat vier Schwestern. Eine Zufallsbegegnung führte dazu, dass er als Kind zunächst Klavierunterricht nahm. Unzufrieden mit dem Verklingen des Klaviertons begann er mit sechs Jahren Geige zu spielen. Seine akademische Ausbildung begann er bereits mit vierzehn Jahre, nachdem er von Noam Sheriff an der Tel-Aviv Academy of Music aufgenommen wurde. Dort studierte er unter Chaim Taub das Violinspiel. Zusätzlich begann er ein privates Studium der Komposition bei Evgeny Tsirlin. Mit 19 erhielt Cohen seinen Bachelor-Abschluss als Violinist mit Auszeichnung. Von 2003 bis 2004 ermöglichte ihm ein Stipendium an der Royal Academy of Music in London unter Lydia Mordkovich sein Violin Diplom zu erlangen. Im folgenden Jahr begann er ein dreijähriges Dirigat Studium  mit George Hurst, Colin Metters und Colin Davis, das er ebenfalls mit einem Diplom abschloss.

## Werdegang
Cohen spielte 2002 als Violinsolist mit dem Israel Philharmonic Orchestra. Im Jahr 2003 begann er in Daniel Barenboims West-Eastern Divan Orchestra eine zehnjährige Beschäftigung als Violinist. Erste Assistenzen als Dirigent erfolgten in dieser Zeit, für Yan Pascal Tortelier, Daniel Barenboim und Pierre Boulez.

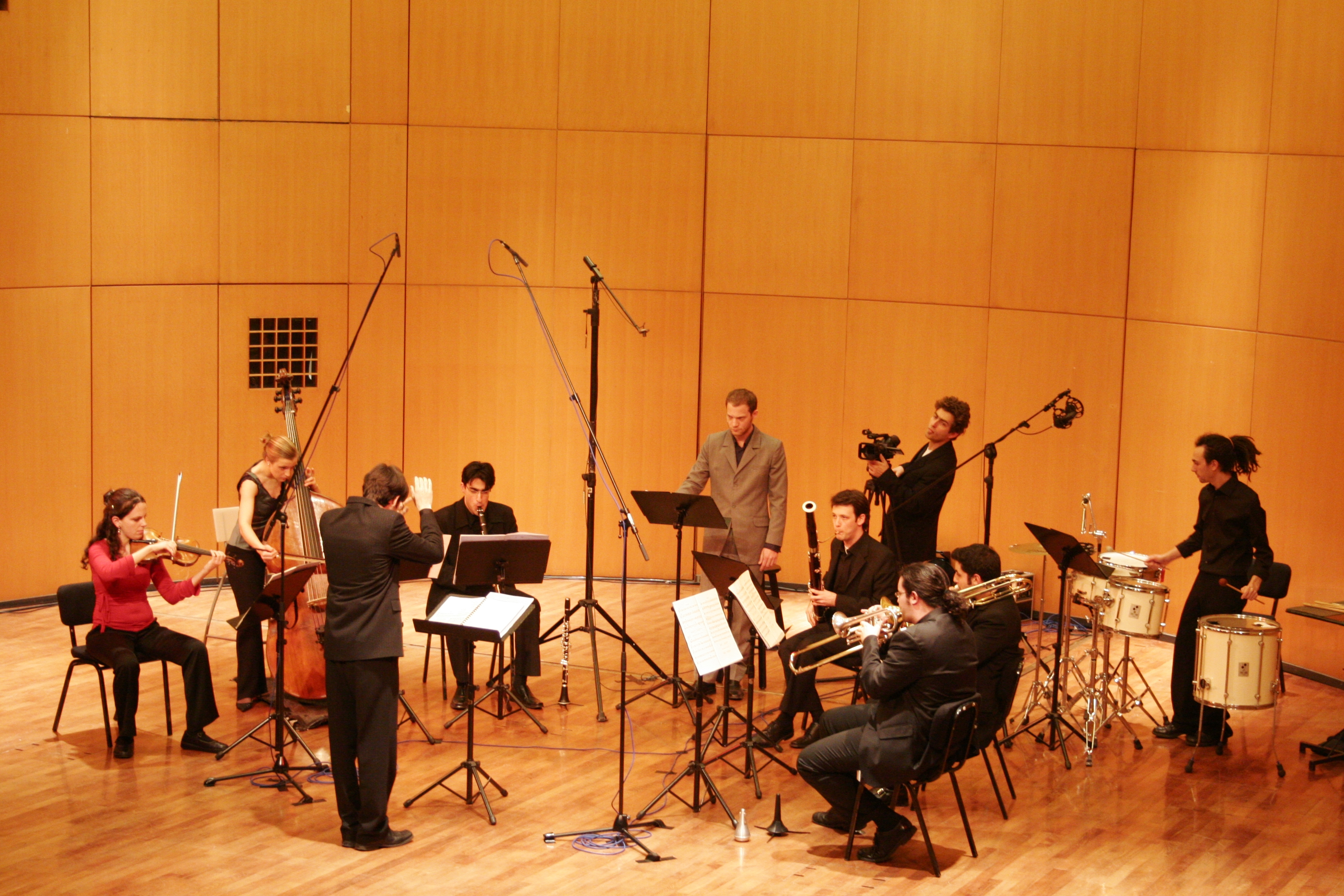
Gropius Ensemble mit Itay Tiran

Im Jahr 2004 gründete Cohen das Eden Sinfonia Orchester, mit dem er 2008 in der Queen Elizabeth Hall debütierte und Tzvi Avnis Komposition If This is Man zum ersten Mal im Vereinigten Königreich aufführte. Im selben Jahr gründete er das Gropius Ensemble, ein interdisziplinäres Ensemble, dem er als künstlerischer Leiter vorstand, und für das er den Schauspieler Itay Tiran gewinnen konnte.
Cohen war zehn Jahre lang Musikdirektor des Jersey Chamber Orchestra und in der Saison 2013/14 Conducting Fellow beim Tanglewood Music Festival. Für die Spielzeiten 2015/16 und 2016/17 engagierte ihn die Deutsche Oper Berlin als Kapellmeister. Cohen gab sein Debüt an der Staatsoper Berlin in der Saison 2016/17 mit Strawinskys Le Sacre du printemps. International wirkte er mit der Canadian Opera Company und der Israeli Opera.
In Konzerten dirigierte er unter anderem die Staatskapelle Berlin, das Los Angeles Philharmonic Orchestra, die Dresdner Philharmonie, das Philharmonische Orchester Helsinki, das RTÉ National Symphony Orchestra in Dublin, das West Australia Symphony Orchestra, das Orchestra del Maggio Musicale in Florenz, das Milwaukee Symphony Orchestra, das Israel Philharmonic Orchestra, das Orchestre de Chambre de Lausanne und das Sinfonieorchester Basel.
Seit Oktober 2018 ist Cohen Generalmusikdirektor am Staatstheater Darmstadt, wo er sich zunächst für fünf Spielzeiten verpflichtete. Anfang 2022 verlängerte er seinen Vertrag um eine weitere Spielzeit bis 2024, im Oktober 2023 verlängerte er seinen Vertrag erneut um drei weitere Jahre bis zum Sommer 2027.
2024 leitete Cohen im Staatstheater Verdis Messa da Requiem, mit den Solisten Megan Marie Hart (Sopran), Lena Sutor-Wernich (Alt), Matthew Vickers (Tenor) und Johannes Seokhoon Moon (Bass), dem Chor des Staatstheaters, dem Symphonischen Chor Bamberg und dem Staatsorchester Darmstadt.

## Diskografie
- 2021: Hindemith: Clarinet Concerto – Clarinet Quartet – Clarinet Sonata. Mit Sharon Kam und dem hr-Sinfonieorchester. (Orfeo, C210041)[13]